# Валлин, Оскар
Бьёрн Оскар Тигер Валлин (швед. Björn Oscar Tiger Wallin; род. 9 июля 2001, Сундсвалль) — шведский футболист, защитник «Петерборо Юнайтед».

## Клубная карьера
Является воспитанником «Эссвика». Выступал за вторую команду клуба в шестом дивизионе и провёл два матча за основной состав в четвёртом дивизионе. В 15-летнем возрасте присоединился к академии «Сундсвалля». В сезоне 2021 года выступал за «Худиксвалль», в составе которого принял участие в 27 играх в первом дивизионе и забил один мяч.
4 января 2022 года подписал контракт с клубом из Алльсвенскана — «Дегерфорсом». Первый сезон в команде он был вынужден полностью пропустить из-за травмы, сыграв только в одном поединке. Вернулся на поле 19 февраля 2023 года в матче группового этапа кубка страны с «Лулео», заменив в середине первого тайма получившего травму Густава Граната. В начале второго тайма забил мяч, принёсший его команде победу. В чемпионате Швеции дебютировал 2 апреля в матче с «Хаммарбю», появившись на поле на 69-й минуте.

## Клубная статистика
| Выступление      | Выступление      | Выступление      | Лига | Лига | Кубки | Кубки | Конт. кубки | Конт. кубки | Итого | Итого |
| Клуб             | Лига             | Сезон            | Игры | Голы | Игры  | Голы  | Игры        | Голы        | Игры  | Голы  |
| ---------------- | ---------------- | ---------------- | ---- | ---- | ----- | ----- | ----------- | ----------- | ----- | ----- |
| Эссвик           | Дивизион 4       | 2016             | 2    | 0    | 0     | 0     | 0           | 0           | 2     | 0     |
| Эссвик           | Итого            | Итого            | 2    | 0    | 0     | 0     | 0           | 0           | 2     | 0     |
| Худиксвалль      | Дивизион 1       | 2021             | 27   | 1    | 2     | 0     | 0           | 0           | 29    | 1     |
| Худиксвалль      | Итого            | Итого            | 27   | 1    | 2     | 0     | 0           | 0           | 29    | 1     |
| Дегерфорс        | Алльсвенскан     | 2022             | 0    | 0    | 1     | 0     | 0           | 0           | 1     | 0     |
| Дегерфорс        | Алльсвенскан     | 2023             | 9    | 0    | 3     | 1     | 0           | 0           | 12    | 1     |
| Дегерфорс        | Итого            | Итого            | 9    | 0    | 4     | 1     | 0           | 0           | 13    | 1     |
| Всего за карьеру | Всего за карьеру | Всего за карьеру | 38   | 1    | 6     | 1     | 0           | 0           | 44    | 2     |